# Alexsandra Soldatova
Aleksandra Soldatova (Sterlitamak, Rússia, 1 de juny de 1998) és una Gimnasta rítmica russa, guanyadora de dos medalles d'or per equips en el Campionat Mundial de Gimnàstica Rítmica 2014 i 2015 que se celebra en la ciutat d'Stuttgart.
A més de forma individual, ha obtingut dos medalles de plata en els exercicis de maces i ar, també en el Mundial de 2015.